# Tanycarpa chors
Tanycarpa chors är en stekelart som beskrevs av Sergey A. Belokobylskij 1998. Tanycarpa chors ingår i släktet Tanycarpa och familjen bracksteklar. Inga underarter finns listade i Catalogue of Life.